# Elroy Hirsch
Pour les articles homonymes, voir Hirsch.
College Football Hall of Fame 1974
Pro Football Hall of Fame 1968
(en) Statistiques sur pro-football-reference
Elroy Leon « Crazylegs » Hirsch, né le 17 juin 1923 à Wausau et mort le 28 janvier 2004 à Madison, est un américain, acteur et joueur de football américain.
Après avoir participé à la Seconde Guerre mondiale dans l'United States Marine Corps, il joue au poste de halfback et de tight-end pour les Rockets de Chicago (1946–1948) et pour les Rams de Los Angeles (1949–1957)
Hirsch a eu une brève carrière en tant qu'acteur de cinéma dans les années 1950. Il est plus connu comme directeur général des Rams de Los Angeles de 1960 à 1969 et comme directeur sportif de l'université du Wisconsin de 1969 à 1987.
Il est intronisé au Pro Football Hall of Fame en 1967 et au College Football Hall of Fame en 1974,.